# Holger Kreft
Holger Kreft (* 1976) ist ein deutscher Biologe und Professor an der Georg-August-Universität Göttingen. Sein Arbeitsschwerpunkt ist die Forschung in der Vegetationskunde, Naturschutzbiologie und Makroökologie.

## Leben
Ab 1996 studierte Holger Kreft Biologie und Geographie an der Universität Bonn. Im Jahr 2000 verbrachte er ein Auslandssemester an der Boston University und nahm 2002 am Tropical Biology Program teil. Schwerpunktmäßig studierte er Botanik mit den Nebenfächern Zoologie und Geographie. 2007 wurde er in Bonn bei Wilhelm Barthlott zum Thema Global biodiversity of vascular plants – a macroecological analysis of broad-scale geographic patterns and determinants zum Dr. rer. nat. promoviert.
Nach verschiedenen Projekten in Deutschland und im Ausland wurde Kreft 2009 von der Universität Göttingen zum Junior-Professor und 2015 zunächst auf eine W2-Professur und nach einem abgelehnten Ruf in 2017 auf eine W3-Professur berufen. Er lehrt in den forstwissenschaftlichen Studiengängen und leitet die Abteilung Biodiversity, Macroecology & Biogeography. 2015 erhielt er den Wissenschaftspreis Niedersachsen. 2024 wurde Kreft zum Mitglied der Academia Europaea gewählt.
Seit 2024 ist er Direktor des Forstbotanischen Gartens Göttingen.

## Lehre und Forschung
Holger Kreft arbeitet mit seiner Forschungsgruppe an globalen ökologischen Problemen. Dabei bezieht er menschliche Aktivitäten als wesentliche Ursache (anthropogenic drivers) ökologischer, ökonomischer, sozialer Effekte mit ein, sowie deren Auswirkungen auf die Dienstleistungen von Ökosystemen. Um die Auswirkungen dieser Veränderungen auf die globale Biodiversität abschätzen zu können, erforscht Kreft die räumliche und verbreitungsökologische Aspekte der Biodiversität. Er sieht seine Forschung als integrative und interdisziplinäre Verknüpfung von Makroökologie, Biogeographie, Evolutionsbiologie und Biostatistik.
Praktisch arbeitet Kreft mit Fernerkundungsdaten über Vegetationsbedeckung, abiotische Faktoren und andere Datensätzen. Auch Felddaten über die Verbreitung von Tierarten und die Vegetationsbedeckung werden hinzugezogen. Somit sind Analysen und die Modellbildung auf verschiedenen räumlichen Ebenen, sowie die Modellierung verschiedener (z. B. anhand von Klimaverläufen) Szenarien möglich.
2010 veröffentlichte Kreft mit seinem Kollegen Jetz einen Artikel, in dem er überarbeitete und exaktere Verbreitungskarten der globale Verteilung von Arten mithilfe multivariater Verfahren und moderner rechnergestützten Modellen vorstellte.
Holger Kreft lehrt in den Forstwissenschaftlichen Studiengängen der Universität Göttingen und ist aktives Mitglied der Arbeitsgruppe Makroökologie der GfÖ.

## Publikationen (Fachartikel, Auswahl)
- Publikationsliste auf Google Scholar
- Global biodiversity of vascular plants: a macroecological analysis of broad-scale geographic patterns and determinants. Hochschulschrift Bonn, Univ., Diss., 2007.
- (mit G. Kier, T.M. Lee, W. Jetz, P.I. Ibisch, C. Nowicki, J. Mutke, W. Barthlott): A global assessment of endemism and species richness across island and mainland regions. In: Proceedings of the National Academy of Sciences 106, 2009, S. 9322–9327.
- (mit Jetz, W.): A framework for delineating biogeographical regions based on species distributions. In: Journal of Biogeography, 37, 2010, S. 2029–2053.
- Patrick Weigelt, Walter Jetz, Holger Kreft (2013): Bioclimatic and physical characterization of the world’s islands PNAS .
- Barajas Barbosa, M.P., Craven, D., Weigelt, P. et al.: Assembly of functional diversity in an oceanic island flora. Nature (2023). https://doi.org/10.1038/s41586-023-06305-z